# Riekoperla barringtonensis
Riekoperla barringtonensis är en bäcksländeart som beskrevs av Günther Theischinger 1985. Riekoperla barringtonensis ingår i släktet Riekoperla och familjen Gripopterygidae. Inga underarter finns listade i Catalogue of Life.